# Ганді, мій батьку
Га́нді, мій ба́тьку (англ. Gandhi, My Father) — індійський фільм 2007 року дебютний фільм Фероза Аббаса Хана, що випускаються актор, зірка Боллівуду та Аніл Капур і (Таал) Фільм про непрості відносини Харілая Ганді (Акшай Кханна) і його батька Махатми Ганді, якого грає Даршан Джарілава.

## Сюжет
Літо 1948 року. У бомбейську державну лікарню приносять вмираючого бродягу. Коли його запитали ім'я батька, він назвав Махатму Ганді, якого вбили 4 місяці тому.
Вмираючий Харілай Ганді (Акшай Кханна), старший син Махатми згадує своє життя.
На основі біографії Харілая Ганді — відрізняється від фільму, але зі схожою тематикою.

## У головних ролях
- Даршан Джарівала — Махатма Ганді
- Акшай Кханна — Харілай Ганді

## Нагороди
- Шефалі Шаха на роль дружини Ганді Кастурбай отримала на фестивалі в Токіо приз за найкращу жіночу роль.
- Режисер Фероз Аббас Хан був номінований за найкращий фільм на фестивалі в Токіо (Tokyo International Film Festival)